# ア・ビギナーズ・ガイド・トゥ・プロジェクツ - ザ・ディセプション・オブ・ザ・スラッシュ
『ア・ビギナーズ・ガイド・トゥ・プロジェクツ - ザ・ディセプション・オブ・ザ・スラッシュ』 (The Deception of the Thrush: A Beginners' Guide to ProjeKcts）は、1999年にキング・クリムゾン名義でリリースされたコンピレーション・アルバム。プロジェクトのボックスセット/ライブ・アルバムからの楽曲で構成されている。

## 収録曲
1. マスク - "Masque 1" (プロジェクト3) – 5:31
2. マスク - "Masque 2" (プロジェクト3) – 1:44
3. マスク - "Masque 3" (プロジェクト3) – 5:22
4. マスク - "Masque 4" (プロジェクト3) – 3:10
5. マスク - "Masque 5" (プロジェクト3) – 4:33
6. マスク - "Masque 6" (プロジェクト3) – 2:40
7. マスク - "Masque 7" (プロジェクト3) – 6:19
8. 411 - "4 i 1" (プロジェクト1) – 5:55
9. 223 - "2 ii 3" (プロジェクト1) – 3:09
10. 424 - "4 ii 4" (プロジェクト1) – 5:37
11. サス-テイン-ズ - "Sus-tayn-Z" (プロジェクト2) – 6:52
12. ザ・ディセプション・オブ・ザ・スラッシュ - "The Deception of the Thrush" (プロジェクト3/プロジェクト4) – 8:09
13. ゴースト (パート1) - "Ghost (Part 1)" (プロジェクト4) – 8:02
14. ゴースト (パート2) - "Ghost (Part 2)" (プロジェクト4) – 6:28

## パーソネル
- エイドリアン・ブリュー (Adrian Belew) - Vドラム ※プロジェクト2
- ビル・ブルーフォード (Bill Bruford) - ドラム、パーカッション ※プロジェクト1
- ロバート・フリップ (Robert Fripp) - ギター ※プロジェクト1、プロジェクト2、プロジェクト3、プロジェクト4
- トレイ・ガン (Trey Gunn) - タッチギター、トーカー ※プロジェクト1、プロジェクト2、プロジェクト3、プロジェクト4
- トニー・レヴィン (Tony Levin) - ベース、ディジュリドゥ、シンセサイザー ※プロジェクト1、プロジェクト4
- パット・マステロット (Pat Mastelotto) - 電子ドラム、ボタン ※プロジェクト3、プロジェクト4